# Святой Франциск (дерево)

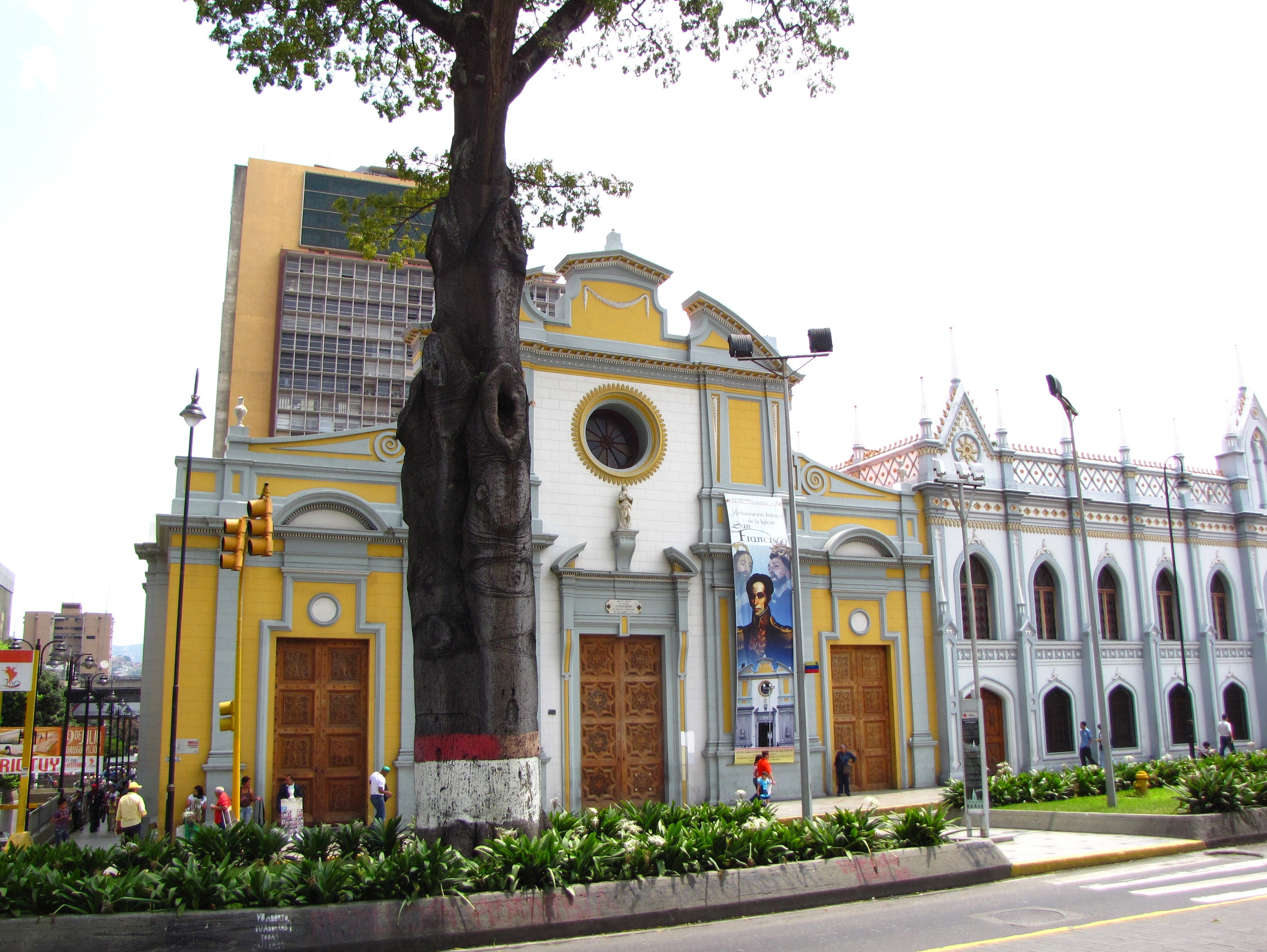
Сейба «Святой Франциск» и церковь святого Франциска Ассизского, Каракас, Венесуэла

Логотип Фондовой биржи Каракаса с изображением Святого Франциска

Святой Франциск — наименование дерева одного из видов сейб, которое произрастает около одноимённой церкви в Каракасе, Венесуэла. Находится в ста метрах от площади Боливара. Считается достопримечательностью Каракаса. Национальный природный памятник.
Дерево было посажено в середине 60-х годов XIX столетия вдоль дороги, ведущей от несуществующего в настоящее время монастыря кармелитов, который был разрушен и на его месте было построено здание Федерального Законодательного собрания, Академического дворца, современной церкви святого Франциска Ассизского и построенного в 1873 году памятника президента Антонио Гусмана Бланко.
Существует несколько версий о посадке дерева возле церкви святого Франциска Ассизского. Наиболее распространённая версия относит посадку сейбы к дочери начальника полиции Висенте Мансо, которая посадила саженец в 1866 году. Дочь Висенте Масо регулярно ухаживала за саженцем и согласно одной из фотографий, сделанной в 1870 году, высота дерева составляла примерно 3 метра. Другая местная популярная версия говорит о том, что саженец был посажен Симоном Боливаром после удачной кампании 1813 года, после которой церковь святого Франциска получила титул «Libertador». Эта версия опровергается возрастом дерева, который составляет не более 150 лет.
Во время правления президента Антонио Гусмана Бланко саженец сейбы был защищён кирпичной кладкой и деревянным ограждением, которые служили для отдыха трейдеров и брокеров, работавших поблизости от дерева в финансовом учреждении. Данная ситуация послужила к созданию логотипа Каракасской фондовой биржи, на котором на переднем плане изображена сейба с фоном церкви святого Франциска Ассизского и Академического дворца.
В настоящее время высота дерева составляет около 30 — 35 метров.
В 2001 году сейба была объявлена Национальным природным памятником.